# محمود شکیبی
 محمود شکیبی (زاده ۱۳۰۱ شمسی در تهران – درگذشتهٔ ٢١ تیر ١۴٠٠ ) بازیکن فوتبال اهل ایران و قاضی و کارمند دیوان عالی کشور بود. وی سابقه بازی در تیم‌های شهباز تهران و شاهین تهران را داشت. 
وی سابقه ۶ بازی و ۱ گل ملی نیز در کارنامه داشت. شکیبی در چهاردهم تیر ١۴٠٠ براثر کهولت سن درگذشت. 